# Couvent de Reisach
Le couvent de Reisach est un couvent de carmes déchaux situé dans la commune allemande d'Oberaudorf en Bavière et faisant partie du diocèse de Munich et Freising.

## Histoire
Le couvent dédié à sainte Thérèse d'Avila a été fondé en 1731 par le conseiller à la Cour de Bavière Johann Georg Messerer et prend le nom de couvent d'Urfahm. Il est construit par Abraham Millauer et son fils Philipp de 1737 à 1747 selon les plans de Johann Baptist Gunetzrhainer, architecte à la Cour de Munich. La décoration intérieure est l'œuvre de Balthasar Albrecht. La crèche rococo de l'église est l'une des plus remarquables de Bavière.
Le couvent est sécularisé et confisqué après le recès d'Empire inspiré des lois napoléoniennes. Il est cependant restauré trente ans plus tard en 1836-1837 sous le nom de couvent de Reisach et accueille une communauté de carmes déchaux.
Le prieur aujourd'hui est le P. Robert Schmidbauer, ocd, depuis 2001.

## Galerie

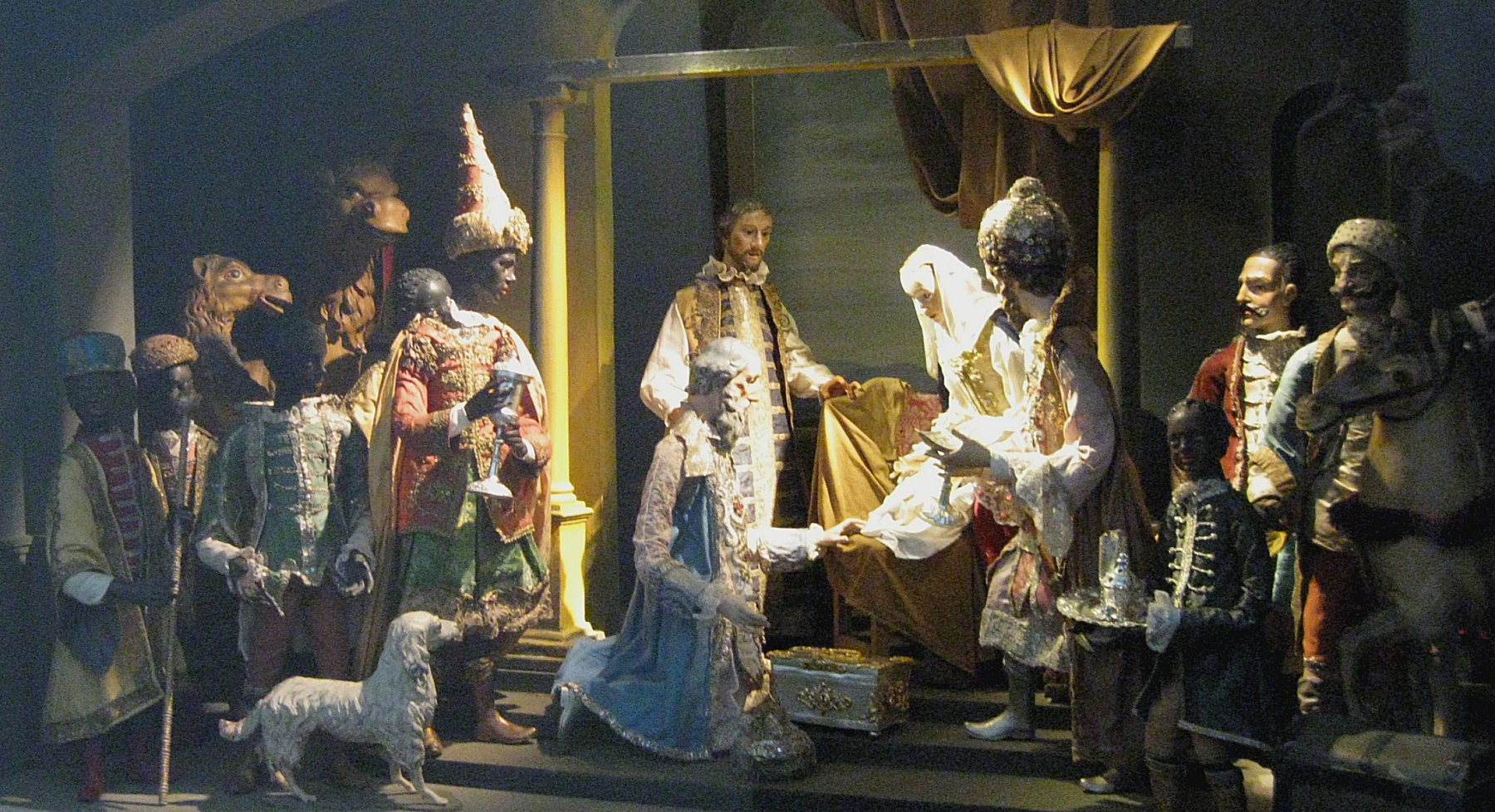
La crèche rococo de l'église conventuelle.
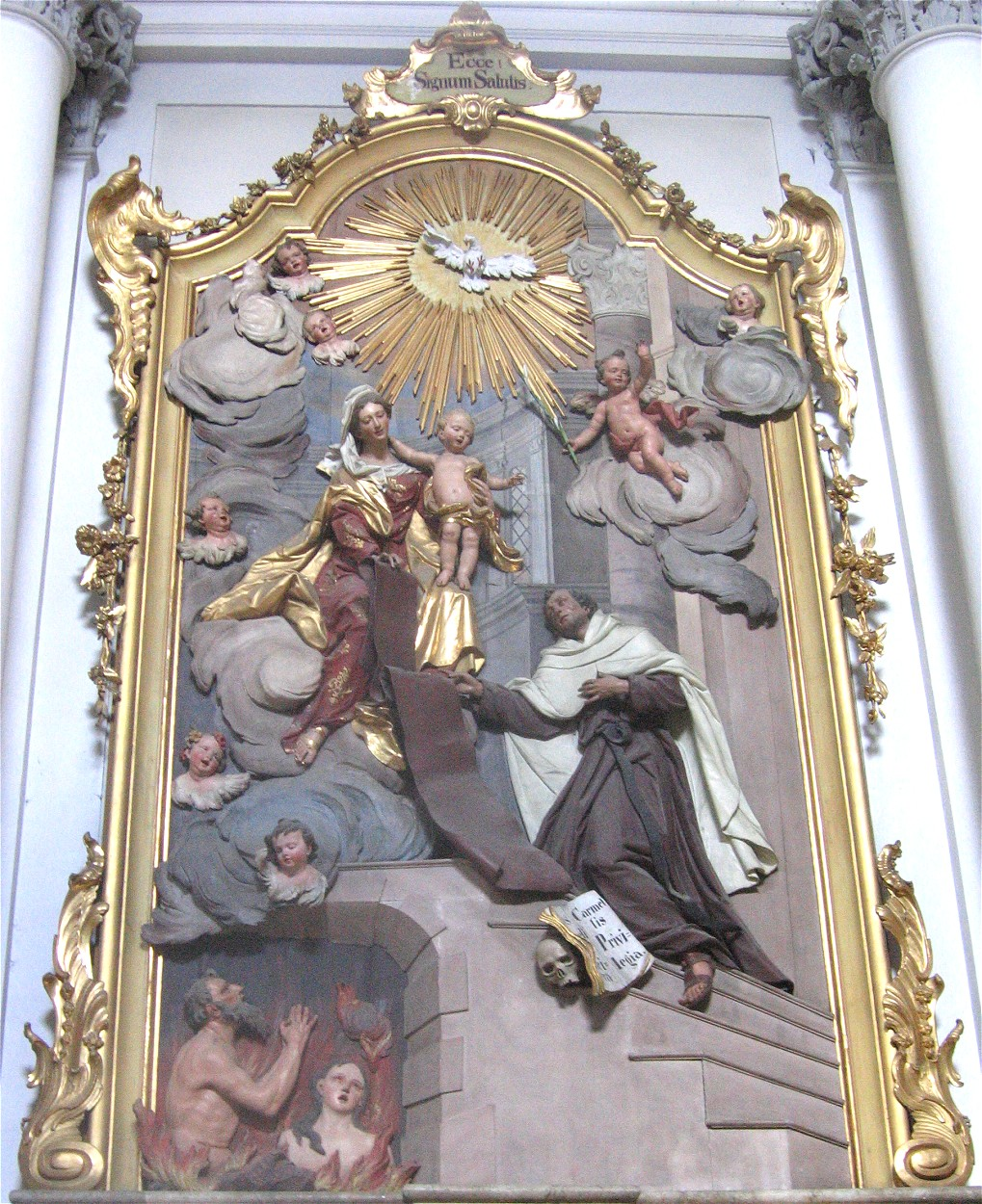
Panneau au-dessus de l'autel du scapulaire sculpté par Johann Baptist Straub.
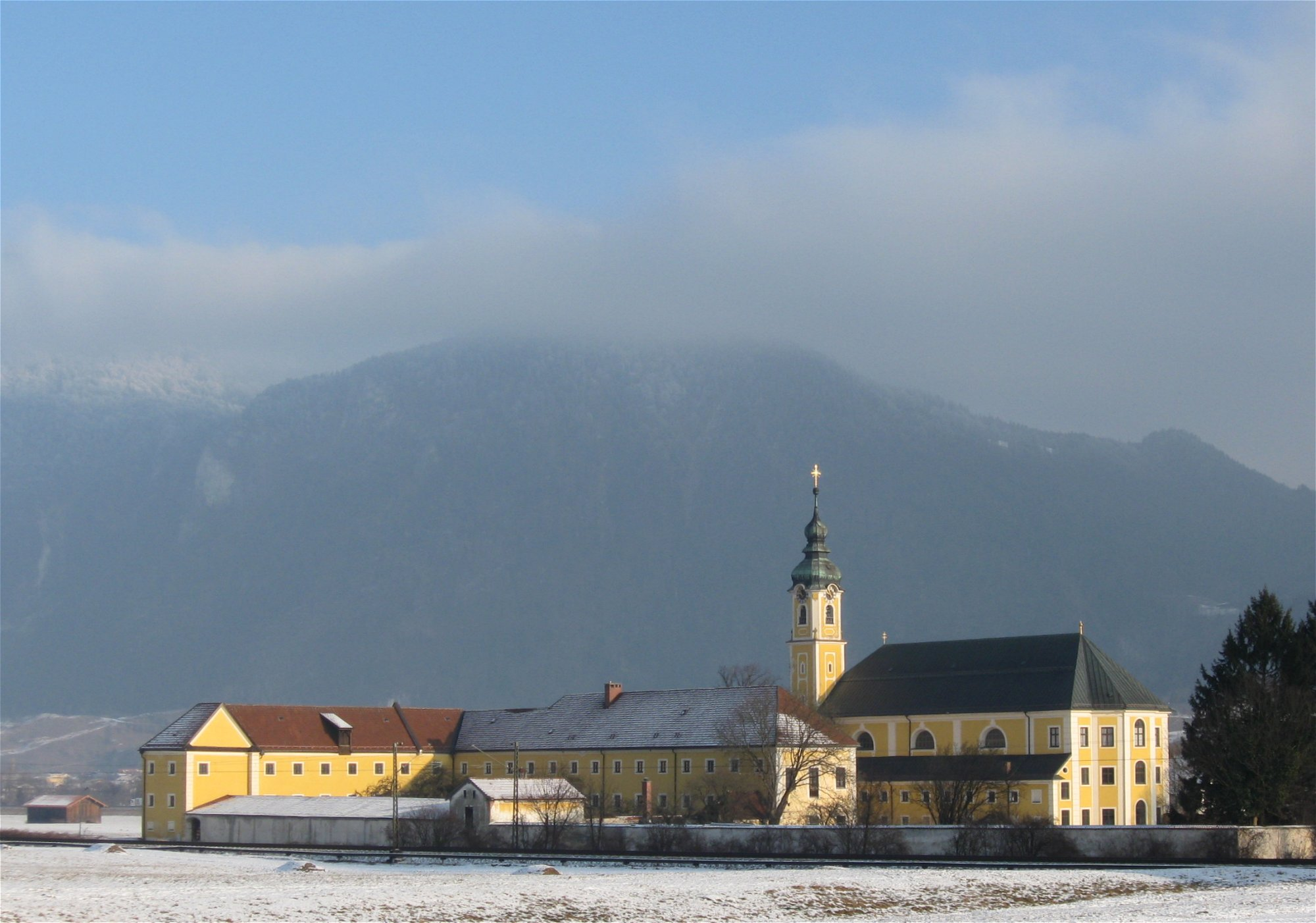
Vue du couvent en hiver.